# Giuseppe Nogari
Giuseppe Nogari, né en 1699 à Venise et mort le 3 juin 1763 dans la même ville, est un peintre italien rococo actif au XVIIIe siècle.

## Biographie
Giuseppe Nogari était un peintre rococo vénitien. Il a peint surtout des portraits, bustes relevant de thèmes réels, historiques et religieux, caractérisés par un contenu émotionnel, leur décoration et leur faible coloration. Les personnages représentés sont souvent des femmes âgées ou misérablement vêtues sur un fond sombre.
Giuseppe Nogari s'est formé auprès d'Antonio Balestra et a été influencé par Giovanni Battista Piazzetta, Rosalba Carriera, Jacopo Amigoni, et Rembrandt. À Venise, il a été soutenu par deux mécènes allemands, Sigismund Streit et Johann Matthias von der Schulenburg.
De 1739 à 1742, Nogari a travaillé pour la maison de Savoie à Turin, et a réalisé des toiles à l'huile ainsi que la décoration du palais royal de Turin et du pavillon de chasse de Stupinigi.
En 1756, il est devenu membre de l'Académie des beaux-arts de Venise.
Parmi ses élèves, on compte Alessandro Longhi et Johann Gottlieb Prestel. Ses traits nous demeurent fixés par le portrait qu'en grava Felice Polanzani.

## Œuvres
- Le Miracle de saint Joseph de Cupertino, Santa Maria Gloriosa dei Frari, Venise, 1753
- Portrait équestre du feld-maréchal comte Johann Matthias von der Schulenburg,
- Portrait d'une jeune fille avec un tambourin et Portrait d'un jeune garçon avec une flute (deux travaux).
- Un Astronome et Vieille Femme avec un rosaire (paire).
- Vieille Femme tenant une boule, huile sur toile de 53,50 × 44 cm, Londres.
- Saint Augustin, toile de 74 × 56 cm, Paris.
- Portrait d'une jeune fille avec une mandoline, huile sur toile de 54 × 44,50 cm, Palidano Gonzaga, Mantoue.
- Portrait d'un vieil homme avec un couvre-chef bleu et blanc, huile sur toile de 45,70 × 35,60 cm, South Kensington, Londres.
- Portrait de noble avec son chien, huile sur toile de 93 × 74 cm, Mestre, Venise.
- Archimède, estampe de 46 × 61 cm,
- Portrait d'un vieil homme, estampe 30 × 41 cm, Galleria Estense, Modène.
- Vieille femme tenant une jatte,
- Tête d'un homme, huile sur toile, 60 × 49 cm, Pinacothèque nationale, Athènes[1].

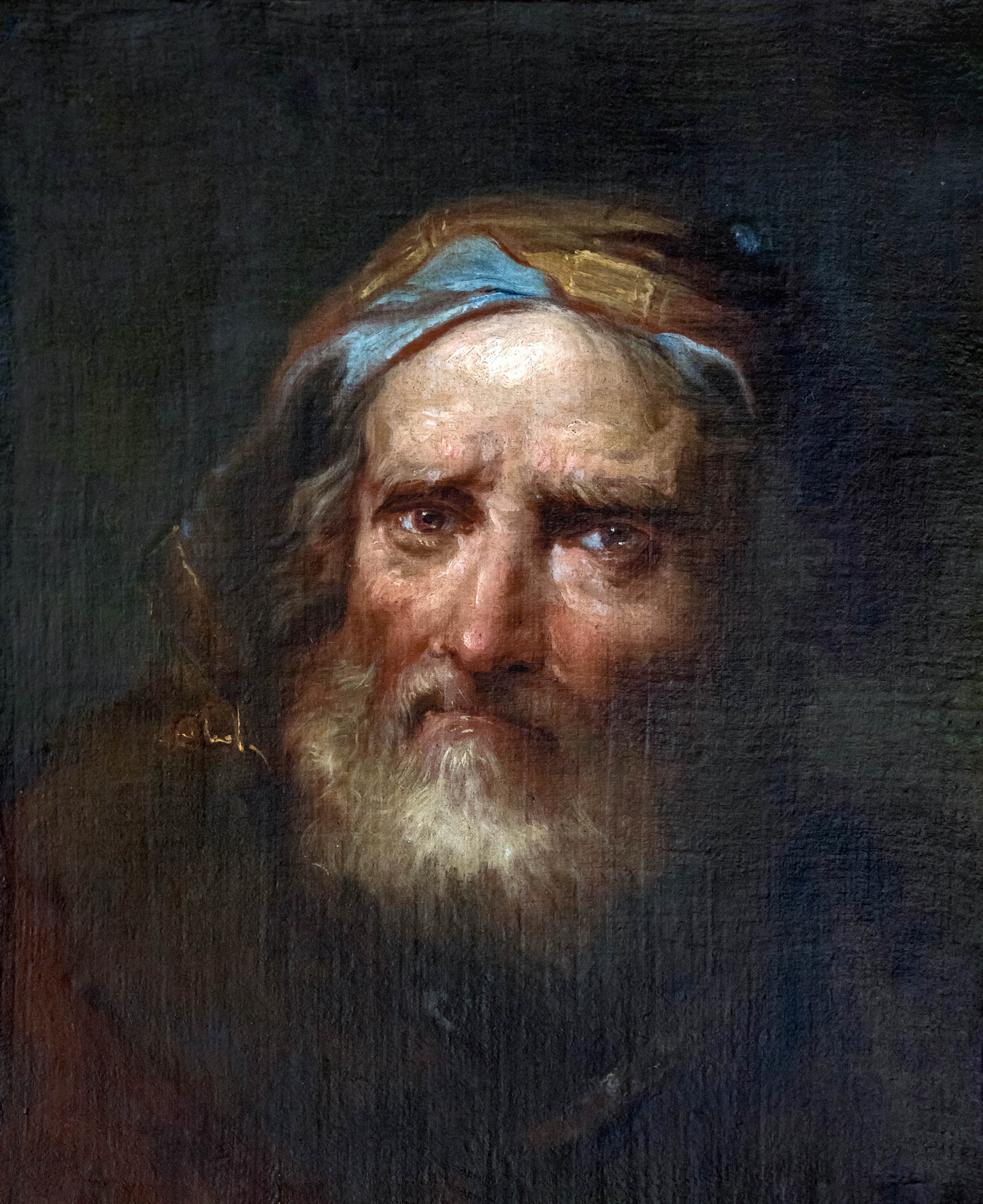
Portrait d'un vieux barbu, Ca' Rezzonico, Venise.
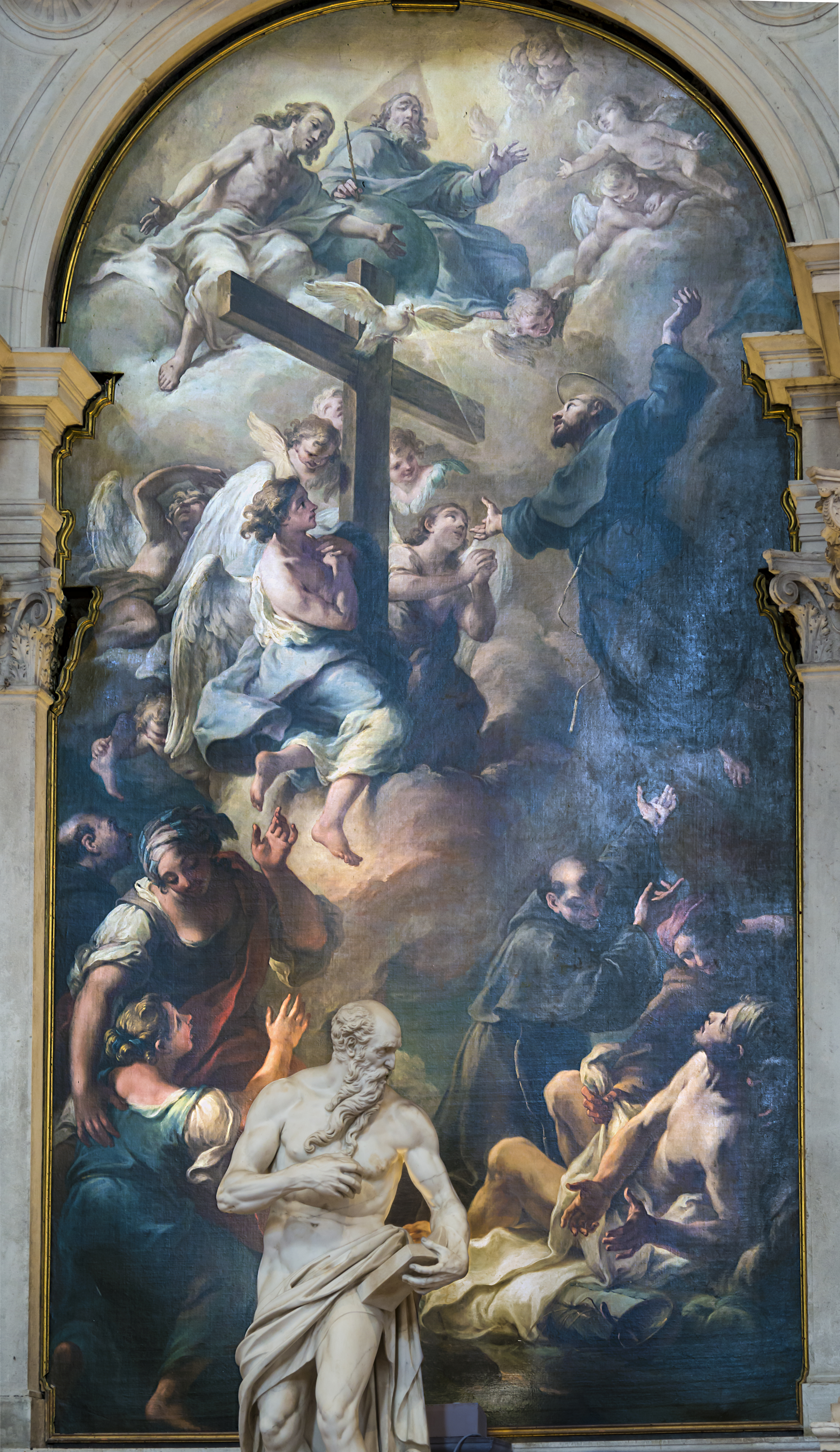
Le miracle de Joseph de Cupertino, basilique Santa Maria Gloriosa dei Frari, Venise.
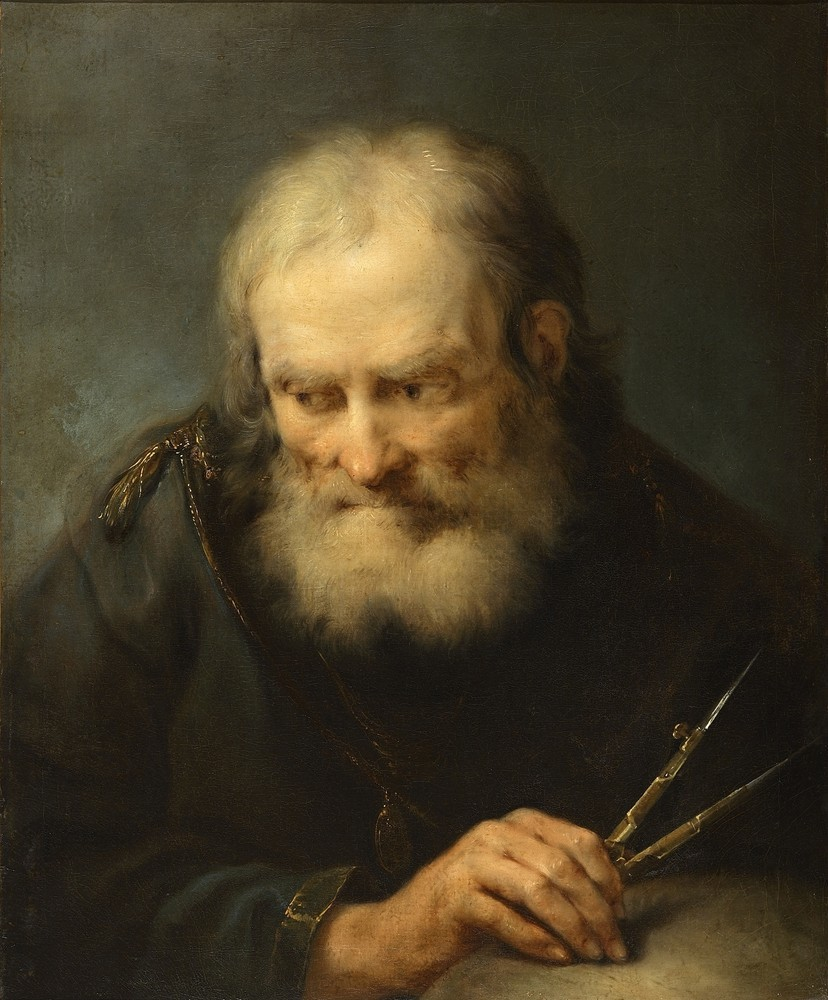
Archimède, musée des Beaux-Arts Pouchkine, Moscou.

## Source
- (en) Cet article est partiellement ou en totalité issu de l’article de Wikipédia en anglais intitulé « Giuseppe Nogari » (voir la liste des auteurs).